# Killing Machine Tour
Killing Machine Tour es la décima gira mundial de conciertos de la banda británica de heavy metal Judas Priest, en promoción al álbum Killing Machine de 1978. Comenzó el 23 de octubre de 1978 en los estudios BBC de Londres y culminó el 15 de diciembre de 1979 en el Théâtre de verdure de Niza. Esta extensa gira de más de cien presentaciones les permitió tocar por primera vez en Canadá, Irlanda, Bélgica, Alemania Occidental y Francia.

## Antecedentes
Se inició en el Reino Unido durante los meses de octubre y noviembre de 1978, bajo el título de X Certificate Tour y como teloneros tuvieron a los ingleses Lea Hart. Por su parte, en febrero de 1979 iniciaron su visita por los Estados Unidos, cuyo nombre fue Hell Bent for Leather Tour debido a los problemas que generó el título oficial del álbum en ese país.
Ya en mayo regresaron a Gran Bretaña con una serie de conciertos que incluyó, además, una participación en el festival Dalymount Park en Irlanda como teloneros de Status Quo. Luego en septiembre fueron invitados por Kiss para participar como teloneros de sus conciertos, para luego tocar sus propios shows que culminó en noviembre del mismo año. Durante la parte final de la gira, dieron varios conciertos por Europa continental como teloneros de los australianos AC/DC.
Por otro lado, es la última gira con el batería Les Binks que se retiró en buenos términos a mediados de julio de 1979, siendo su última presentación en el festival Dalymount Park de Irlanda. Para reemplazarlo la banda escogió al exbatería de Trapeze, Dave Holland, que dio su primer concierto con la banda el 1 de septiembre en Uniondale en los Estados Unidos.

## Grabaciones en vivo
Durante ciertas presentaciones se grabaron algunos bootlegs y grabaciones en vivo oficiales, por ejemplo el 25 de enero de 1979 se grabó en el programa de la BBC Top of the Pops la canción «Take On the World»; mientras que el 17 de mayo en el mismo programa de televisión se grabó el vídeo de «Evening Star», ambos registros posteriormente fueron remasterizados e incluidos en el DVD Electric Eye de 2003.
De igual manera durante los conciertos en vivo dados el 10 y 15 de febrero en Tokio, grabaron su primer álbum de estudio denominado Unleashed in the East y que fue publicado en 1979.

## Arresto de Rob Halford
El 1 de julio de 1979 se presentaron por primera vez en Irlanda en un festival que contó a Status Quo como artista principal. Según recuerda Rob Halford la situación política en ese país era bastante tensa y los policías eran más estrictos que en otros países. Antes de iniciar su respectiva participación en el festival, él quería subir al escenario sobre una motocicleta Harley Davidson pero la policía le dijo que si lo hacía iba a ser arrestado por violar la ley. Aun así y antes de culminar su show, subió al escenario sobre la moto sin que nadie se diera cuenta que provocó una gran euforia en el público asistente, pero le significó ser arrestado luego de terminar el concierto. Sin embargo a las pocas horas fue liberado sin cargos judiciales.

## Lista de canciones
Al igual que las anteriores giras, la banda agregaba y extraída ciertas canciones del listado, es por ello que durante algunas presentaciones tocaban más que otras. A continuación el listado de canciones realizados en Newcastle el 19 de noviembre de 1978 y el dado en Tokio el 15 de febrero de 1979.
1. «Exciter»
2. «White Heat, Red Hot»
3. «Sinner»
4. «Killing Machine»
5. «Rock Forever»
6. «Beyond the Realms of Death»
7. «Running Wild»
8. «Evil Fantasies»
9. «Delivering the Gods»
10. «The Ripper»
11. «Victim of Changes»
12. «Genocide»
13. «Starbreaker»
14. «Take On the World»
15. «Tyrant»

1. «Exciter»
2. «Running Wild»
3. «The Ripper»
4. «Diamonds & Rust»
5. «Rock Forever»
6. «Beyond the Realms of Death»
7. «The Green Manalishi (With the Two Pronged Crown)»
8. «Delivering the Goods»
9. «White Heat, Red Hot»
10. «Sinner»
11. «Evil Fantasies»
12. «Victim of Changes»
13. «Genocide»
14. «Starbreaker»
15. «Hell Bent for Leather»
16. «Take On the World»
17. «Tyrant»

## Fechas

### Fechas de 1978
| Fecha           | País       | Ciudad        | Recinto                    | Notas                   |
| Europa          | Europa     | Europa        | Europa                     | Europa                  |
| --------------- | ---------- | ------------- | -------------------------- | ----------------------- |
| 23 de octubre   | Inglaterra | Londres       | Estudios BBC               |                         |
| 24 de octubre   | Inglaterra | Blackburn     | King George's Hall         | teloneados por Lea Hart |
| 25 de octubre   | Inglaterra | Newcastle     | Newcastle City Hall        | teloneados por Lea Hart |
| 26 de octubre   | Inglaterra | Wolverhampton | The Civic Hall             | teloneados por Lea Hart |
| 27 de octubre   | Inglaterra | Londres       | Hammersmith Odeon          | teloneados por Lea Hart |
| 29 de octubre   | Inglaterra | Hanley        | Victoria Hall              | teloneados por Lea Hart |
| 30 de octubre   | Inglaterra | Dunstable     | Queensway Hall             | teloneados por Lea Hart |
| 31 de octubre   | Inglaterra | Brighton      | Brighton Dome              | teloneados por Lea Hart |
| 1 de noviembre  | Inglaterra | Portsmouth    | Guildhall                  | teloneados por Lea Hart |
| 2 de noviembre  | Inglaterra | Sheffield     | City Hall                  | teloneados por Lea Hart |
| 3 de noviembre  | Inglaterra | Leicester     | De Montfort Hall           | teloneados por Lea Hart |
| 4 de noviembre  | Inglaterra | Lancaster     | Universidad de Lancaster   | teloneados por Lea Hart |
| 6 de noviembre  | Inglaterra | Liverpool     | Empire Theatre             | teloneados por Lea Hart |
| 7 de noviembre  | Escocia    | Edimburgo     | Odeon Theatre              | teloneados por Lea Hart |
| 8 de noviembre  | Escocia    | Glasgow       | Apollo Theatre             | teloneados por Lea Hart |
| 9 de noviembre  | Inglaterra | Bradford      | St George's Hall           | teloneados por Lea Hart |
| 11 de noviembre | Inglaterra | Derby         | Assembly Rooms             | teloneados por Lea Hart |
| 12 de noviembre | Inglaterra | Bristol       | Bristol Hippodrome         | teloneados por Lea Hart |
| 13 de noviembre | Inglaterra | Birmingham    | Birmingham Odeon           | teloneados por Lea Hart |
| 14 de noviembre | Inglaterra | Mánchester    | Manchester Apollo          | teloneados por Lea Hart |
| 15 de noviembre | Inglaterra | Bournemouth   | Bournemouth Winter Gardens | teloneados por Lea Hart |
| 16 de noviembre | Gales      | Cardiff       | Sophia Gardens Pavilion    | teloneados por Lea Hart |
| 17 de noviembre | Inglaterra | Londres       | Hammersmith Odeon          | teloneados por Lea Hart |
| 18 de noviembre | Inglaterra | Bridlington   | Bridlington Royal Hall     | teloneados por Lea Hart |
| 19 de noviembre | Inglaterra | Newcastle     | Newcastle City Hall        | teloneados por Lea Hart |
| 20 de noviembre | Inglaterra | Guildford     | Guildford Civic Hall       | teloneados por Lea Hart |
| 23 de noviembre | Inglaterra | Chelmsford    | Chelmsford Odeon           | teloneados por Lea Hart |
| 24 de noviembre | Inglaterra | Peterborough  | Wirrina Stadium            | teloneados por Lea Hart |

### Fechas de 1979
| Fecha            | País                | Ciudad             | Recinto                                  | Notas                                    |
| Asia             | Asia                | Asia               | Asia                                     | Asia                                     |
| ---------------- | ------------------- | ------------------ | ---------------------------------------- | ---------------------------------------- |
| 9 de febrero     | Japón               | Tokio              | Tokyo Kōsei Nenkin Kaikan                |                                          |
| 10 de febrero    | Japón               | Tokio              | Tokyo Kōsei Nenkin Kaikan                |                                          |
| 13 de febrero    | Japón               | Osaka              | Festival Hall                            |                                          |
| 14 de febrero    | Japón               | Osaka              | Festival Hall                            |                                          |
| 15 de febrero    | Japón               | Tokio              | Nakano Sun Plaza Hall                    |                                          |
| Norteamérica     |                     |                    |                                          |                                          |
| 27 de febrero    | Estados Unidos      | Allentown          | Agriculture Hall                         | abriendo para Angel                      |
| 28 de febrero    | Estados Unidos      | Falls Church       | Louie's Rock City                        | teloneados por Pentagram                 |
| 1 de marzo       | Estados Unidos      | Wheeling           | Capitol Music Hall                       | junto a UFO, abriendo para Molly Hatchet |
| 2 de marzo       | Estados Unidos      | Salem              | Civic Center                             | junto a UFO, abriendo para Molly Hatchet |
| 3 de marzo       | Estados Unidos      | Fayetteville       | Cumberland County Memorial Arena         | abriendo para UFO                        |
| 4 de marzo       | Estados Unidos      | Charlotte          | Charlotte Park Center                    | abriendo para UFO                        |
| 6 de marzo       | Estados Unidos      | Frederick          | Weinberg Theater                         | abriendo para UFO                        |
| 8 de marzo       | Estados Unidos      | Atlanta            | Fox Theater                              | abriendo para UFO                        |
| 9 de marzo       | Estados Unidos      | Orlando            | Great Southern Music Hall                |                                          |
| 11 de marzo      | Estados Unidos      | Nueva York         | Mudd Club                                |                                          |
| 14 de marzo      | Estados Unidos      | Austin             | Austin Opera House                       |                                          |
| 15 de marzo      | Estados Unidos      | Houston            | Music Hall                               | abriendo para UFO                        |
| 16 de marzo      | Estados Unidos      | Beaumont           | Beaumont City Auditorium                 | abriendo para UFO                        |
| 17 de marzo      | Estados Unidos      | Wichita Falls      | Memorial Auditorium                      | abriendo para UFO                        |
| 18 de marzo      | Estados Unidos      | Arlington          | Texas Hall                               | junto a Wireless, abriendo para UFO      |
| 19 de marzo      | Estados Unidos      | Amarillo           | Amarillo Civic Center                    | abriendo para UFO                        |
| 20 de marzo      | Estados Unidos      | Lubbock            | Lubbock Municipal Auditorium             | abriendo para UFO                        |
| 22 de marzo      | Estados Unidos      | San Antonio        | HemisFair Arena                          | abriendo para UFO                        |
| 23 de marzo      | Estados Unidos      | Corpus Christi     | Memorial Coliseum                        | abriendo para UFO                        |
| 29 de marzo      | Estados Unidos      | West Hollywood     | Starwood Club                            |                                          |
| 30 de marzo      | Estados Unidos      | West Hollywood     | Starwood Club                            |                                          |
| 31 de marzo      | Estados Unidos      | West Hollywood     | Starwood Club                            |                                          |
| 2 de abril       | Estados Unidos      | San Diego          | Civic Theatre                            | abriendo para UFO                        |
| 3 de abril       | Estados Unidos      | Bakersfield        | Civic Auditorium                         | junto a Wireless, abriendo para UFO      |
| 4 de abril       | Estados Unidos      | Reno               | Cenntenial Coliseum                      | abriendo para UFO                        |
| 5 de abril       | Estados Unidos      | San José           | San Jose Civic Auditorium                | junto a Wireless, abriendo para UFO      |
| 9 de abril       | Estados Unidos      | Sacramento         | Complejo de Sacramento                   | abriendo para UFO                        |
| 10 de abril      | Estados Unidos      | Santa Cruz         | Civic Auditorium                         | abriendo para UFO                        |
| 11 de abril      | Estados Unidos      | Medford            | Medford Armony                           | abriendo para UFO                        |
| 12 de abril      | Estados Unidos      | Portland           | Paramount Theatre                        | abriendo para UFO                        |
| 13 de abril      | Estados Unidos      | Seattle            | Paramouth Theatre                        | abriendo para UFO                        |
| 14 de abril      | Estados Unidos      | Yakima             | Yakima Valley College                    | abriendo para UFO                        |
| 15 de abril      | Estados Unidos      | Boise              | Idaho State Fairgrounds                  | abriendo para UFO                        |
| 21 de abril      | Estados Unidos      | San Diego          | Civic Theatre                            |                                          |
| 23 de abril      | Estados Unidos      | Cleveland          | Agora Ballroom                           |                                          |
| 24 de abril      | Canadá              | Toronto            | El Mocambo                               |                                          |
| 27 de abril      | Estados Unidos      | Albany             | J.B. Scott's                             |                                          |
| 30 de abril      | Estados Unidos      | Kansas City        | Memorial Hall                            | abriendo para UFO                        |
| 1 de mayo        | Estados Unidos      | San Luis           | Kiel Opera House                         | junto a Off Broadway, abriendo para UFO  |
| 2 de mayo        | Estados Unidos      | Normal             | ISU Union Auditorium                     | abriendo par UFO                         |
| 4 de mayo        | Estados Unidos      | Chicago            | International Amphitheatre               | abriendo par UFO                         |
| 6 de mayo        | Estados Unidos      | Milwaukee          | MECCA Arena                              | abriendo par UFO                         |
| Europa II        |                     |                    |                                          |                                          |
| 12 de mayo       | Escocia             | Glasgow            | Apollo Theatre                           | teloneados por Marseille                 |
| 13 de mayo       | Inglaterra          | Liverpool          | Empire Theatre                           | teloneados por Marseille                 |
| 14 de mayo       | Inglaterra          | Derby              | Assembly Rooms                           | teloneados por Marseille                 |
| 15 de mayo       | Inglaterra          | Mánchester         | Manchester Apollo                        | teloneados por Marseille                 |
| 16 de mayo       | Inglaterra          | Birmingham         | Birmingham Odeon                         | teloneados por Marseille                 |
| 17 de mayo       | Inglaterra          | Birmingham         | Birmingham Odeon                         | teloneados por Marseille                 |
| 18 de mayo       | Inglaterra          | Hanley             | Victoria Hall                            | teloneados por Marseille                 |
| 19 de mayo       | Inglaterra          | Oxford             | New Theatre                              | teloneados por Marseille                 |
| 20 de mayo       | Inglaterra          | Bristol            | Colston Hall                             | teloneados por Marseille                 |
| 21 de mayo       | Inglaterra          | Leicester          | De Montfort Hall                         | teloneados por Marseille                 |
| 22 de mayo       | Inglaterra          | Preston            | Preston Guildhall                        | teloneados por Marseille                 |
| 23 de mayo       | Inglaterra          | Newcastle          | Newcastle City Hall                      | teloneados por Marseille                 |
| 24 de mayo       | Inglaterra          | Newcastle          | Newcastle City Hall                      | teloneados por Marseille                 |
| 25 de mayo       | Inglaterra          | Sheffield          | Sheffield City Hall                      | teloneados por Marseille                 |
| 26 de mayo       | Inglaterra          | Sheffield          | Sheffield City Hall                      | teloneados por Marseille                 |
| 27 de mayo       | Inglaterra          | Southampton        | Gaumont Theatre                          | teloneados por Marseille                 |
| 28 de mayo       | Inglaterra          | Londres            | Hammersmith Odeon                        | teloneados por Marseille y Lea Heart     |
| 29 de mayo       | Inglaterra          | Londres            | Hammersmith Odeon                        | teloneados por Marseille y Lea Heart     |
| 31 de mayo       | Inglaterra          | Birmingham         | Birmingham Odeon                         | teloneados por Marseille                 |
| 1 de julio       | Irlanda             | Dublín             | Dalymount Park Festival                  | abriendo para Status Quo                 |
| Norteamérica II  |                     |                    |                                          |                                          |
| 1 de septiembre  | Estados Unidos      | Uniondale          | Nassau Veterans Memorial Coliseum        | abriendo para Kiss                       |
| 3 de septiembre  | Estados Unidos      | New Haven          | New Haven Coliseum                       | abriendo para Kiss                       |
| 5 de septiembre  | Estados Unidos      | Springfield        | Civic Center                             | abriendo para Kiss                       |
| 7 de noviembre   | Estados Unidos      | Filadelfia         | The Spectrum                             | abriendo para Kiss                       |
| 8 de septiembre  | Estados Unidos      | Asbury Park        | Paramount Theatre                        | teloneados por Twisted Sister            |
| 9 de septiembre  | Estados Unidos      | Youngstown         | Agora Theater                            |                                          |
| 10 de septiembre | Estados Unidos      | Huntington         | Civic Center                             | abriendo para Kiss                       |
| 12 de septiembre | Estados Unidos      | Knoxville          | Knoxville Civic Coliseum                 | abriendo para Kiss                       |
| 14 de septiembre | Estados Unidos      | Cincinnati         | Riverfront Coliseum                      | abriendo para Kiss                       |
| 16 de septiembre | Estados Unidos      | Louisville         | Freedom Hall                             | abriendo para Kiss                       |
| 18 de septiembre | Estados Unidos      | Fort Wayne         | Allen County War Memorial Coliseum       | abriendo para Kiss                       |
| 20 de septiembre | Estados Unidos      | Evansville         | Roberts Memorial Coliseum                | abriendo para Kiss                       |
| 22 de septiembre | Estados Unidos      | Chicago            | International Amphitheatre               | abriendo para Kiss                       |
| 24 de septiembre | Estados Unidos      | Milwaukee          | MECCA Arena                              | abriendo para Kiss                       |
| 26 de septiembre | Estados Unidos      | Madison            | Dane Conty Coliseum                      | abriendo para Kiss                       |
| 28 de septiembre | Estados Unidos      | Bloomington        | Metropolitan Sports Center               | abriendo para Kiss                       |
| 30 de septiembre | Estados Unidos      | Kansas City        | Municipal Auditorium                     | abriendo para Kiss                       |
| 3 de octubre     | Estados Unidos      | Houston            | Houston Music Hall                       | teloneados por Axe                       |
| 5 de octubre     | Estados Unidos      | Arlington          | Texas Hall                               | teloneados por Axe                       |
| 6 de octubre     | Estados Unidos      | San Antonio        | HemisFair Arena                          |                                          |
| 8 de octubre     | Estados Unidos      | Austin             | Municipal Auditorium                     |                                          |
| 11 de octubre    | Estados Unidos      | Laredo             | Civic Center                             |                                          |
| 14 de octubre    | Estados Unidos      | El Paso            | Civic Center                             |                                          |
| 17 de octubre    | Estados Unidos      | Seattle            | Seattle Center Coliseum                  |                                          |
| 18 de octubre    | Estados Unidos      | Portland           | Paramount Theatre                        |                                          |
| 19 de octubre    | Canadá              | Vancouver          | PNE Garden Auditorium                    |                                          |
| 23 de octubre    | Estados Unidos      | Santa Mónica       | Santa Monica Civic Center                | teloneados por Point Blank               |
| 26 de octubre    | Estados Unidos      | Hammond            | Hammond Civic Center                     |                                          |
| 27 de octubre    | Estados Unidos      | Milwaukee          | Uptown Theater                           |                                          |
| 30 de octubre    | Estados Unidos      | Washington D. C.   | Ontario Theater                          |                                          |
| 31 de octubre    | Estados Unidos      | Allentown          | Agriculture Hall                         | teloneados por Axe                       |
| 1 de noviembre   | Estados Unidos      | Rochester          | Triangle Theater                         | teloneados por Axe                       |
| 3 de noviembre   | Estados Unidos      | Passaic            | Capitol Theatre                          | teloneados por Axe                       |
| 4 de noviembre   | Estados Unidos      | Nueva York         | Palladium                                | teloneados por Point Blank               |
| Europa III       |                     |                    |                                          |                                          |
| 11 de noviembre  | Bélgica             | Bruselas           | Vorst Nationaal                          | abriendo para AC/DC                      |
| 12 de noviembre  | Países Bajos        | Ámsterdam          | Jaap Edenhal                             | abriendo para AC/DC                      |
| 13 de noviembre  | Alemania Occidental | Colonia            | Sartory-Säle                             | abriendo para AC/DC                      |
| 14 de noviembre  | Alemania Occidental | Hanover            | Europahalle                              | abriendo para AC/DC                      |
| 16 de noviembre  | Alemania Occidental | Essen              | Grugahalle                               | abriendo para AC/DC                      |
| 17 de noviembre  | Alemania Occidental | Wurzburgo          | Palacio de Congresos y Auditorio Kursaal | abriendo para AC/DC                      |
| 19 de noviembre  | Alemania Occidental | Passau             | Nibelungenhalle                          | abriendo para AC/DC                      |
| 20 de noviembre  | Alemania Occidental | Offenbach del Meno | Stadthalle Offenbach                     | abriendo para AC/DC                      |
| 21 de noviembre  | Alemania Occidental | Dortmund           | Westfalenhalle                           | abriendo para AC/DC                      |
| 23 de noviembre  | Alemania Occidental | Hamburgo           | Messehallen                              | abriendo para AC/DC                      |
| 24 de noviembre  | Alemania Occidental | Múnich             | Circus Krone Building                    | abriendo para AC/DC                      |
| 25 de noviembre  | Suiza               | Berna              | Festhalle Bern                           | abriendo para AC/DC                      |
| 27 de noviembre  | Alemania Occidental | Ratisbona          | RT Halle                                 | abriendo para AC/DC                      |
| 28 de noviembre  | Alemania Occidental | Ravensburg         | Oberschwabenhalle                        | abriendo para AC/DC                      |
| 29 de noviembre  | Alemania Occidental | Hof                | Freiheitshalle                           | abriendo para AC/DC                      |
| 1 de diciembre   | Alemania Occidental | Ludwigshafen       | Friedrich-Ebert-Halle                    | abriendo para AC/DC                      |
| 2 de diciembre   | Alemania Occidental | Neunkirchen        | Hemmerleinhalle                          | abriendo para AC/DC                      |
| 3 de diciembre   | Alemania Occidental | Berlín             | Eissporthalle                            | abriendo para AC/DC                      |
| 4 de diciembre   | Alemania Occidental | Offenbach del Meno | Stadthalle Offenbach                     | abriendo para AC/DC                      |
| 6 de diciembre   | Francia             | Metz               | Parc des Expositions de Villepinte       | abriendo para AC/DC                      |
| 7 de diciembre   | Francia             | Reims              | Palais des Sports de Reims               | abriendo para AC/DC                      |
| 8 de diciembre   | Francia             | Lille              | Palais des Sports de Lille               | abriendo para AC/DC                      |
| 9 de diciembre   | Francia             | París              | Pavillon de París                        | abriendo para AC/DC                      |
| 10 de diciembre  | Francia             | Lyon               | Palais des Sports de Gerland             | abriendo para AC/DC                      |
| 12 de diciembre  | Francia             | Clermont-Ferrand   | Clermont-Ferrand Sports Hall             | abriendo para AC/DC                      |
| 13 de diciembre  | Francia             | Montpellier        | Palais des Sports de Montpellier         | abriendo para AC/DC                      |
| 14 de diciembre  | Francia             | Niza               | Théâtre de verdure                       | abriendo para AC/DC                      |
| 15 de diciembre  | Francia             | Niza               | Théâtre de verdure                       | abriendo para AC/DC                      |

## Músicos
- Rob Halford: voz
- K.K. Downing: guitarra eléctrica
- Glenn Tipton: guitarra eléctrica
- Ian Hill: bajo
- Les Binks: batería (desde el principio hasta el 1 de julio de 1979)
- Dave Holland: batería (desde el 1 de septiembre de 1979 hasta el final)